# SN 1967B
SN 1967B – supernowa odkryta 14 stycznia 1967 roku w galaktyce MCG +01-29-28. W momencie odkrycia miała maksymalną jasność 14,50m.